# スティーヴン・ミルハウザー
スティーヴン・ミルハウザー（Steven Millhauser、1943年8月3日 - ）は、現代アメリカ作家。現在はサラトガ・スプリングズに住み、スキットモア・カレッジで教鞭を取りながら作品を発表している。幻想的・耽美的・ロマン主義的な作風で知られ、子供と芸術家を主人公に据えた物語を好んで書く。

## 来歴
1943年、ニューヨークで生まれ、コネティカット州で育つ。1965年にコロンビア大学を卒業。ブラウン大学の博士課程に進んだが、中退した。
1972年、『エドウィン・マルハウス』でデビュー。11歳のときに不朽の傑作小説『まんが』を書きあげた天才少年エドウィンの伝記を類稀な記憶力を持つ友人が綴るという、伝記文学のパロディである同書は、フランスで、独特な手法を用いた作品に与えられるメディシス賞外国語部門を受賞した。ペンギンブックスにも加えられた（1990年に福武書店から出た邦訳はしばらく絶版となっていたが2003年に白水社から復刊された）。日本ではこの作品のみ岸本佐知子が翻訳している（他は柴田元幸訳）。
1986年に出版された『イン・ザ・ペニーアーケード』は、日本では「新しいアメリカの文学」シリーズのひとつとして白水社から刊行された。
20世紀初頭のホテル経営者マーティンのアメリカン・ドリーム実現と失墜を描いた、長編『マーティン・ドレスラーの夢』でピューリッツァー賞を受賞。
2006年、短編『幻影師、アイゼンハイム』を原作にした映画『幻影師アイゼンハイム』がエドワード・ノートン主演で公開された（日本では2008年に公開）。

## 作品リスト
- Edwin Mullhouse: The Life and Death of an American Writer 1943-1954, by Jeffrey Cartwright（1972） - メディシス賞受賞
  - 『エドウィン・マルハウス―あるアメリカ作家の生と死』岸本佐知子訳、福武書店 1990年、白水社 2003年、河出文庫 2016年
- Portrait of a Romantic (1977)
  - 『ある夢想者の肖像』柴田元幸訳 白水社 2015年
- In the Penny Arcade（1986）
  - 『イン・ザ・ペニー・アーケード』柴田元幸訳 白水社 1990年、白水Uブックス 1998年
- From the Realm of Morpheus （1986） 『モルフェウスの国から』長編未訳
- The Barnum Museum （1990）
  - 『バーナム博物館』柴田元幸訳 福武書店 1991年 のち文庫、改訂版・白水Uブックス 2002年
- Little Kingdoms （1993）
  - 『三つの小さな王国』柴田元幸訳 白水社 1998年、白水Uブックス 2001年
- Martin Dressler: The Tale of an American Dreamer （1996）- ピューリッツァー賞受賞
  - 『マーティン・ドレスラーの夢』柴田元幸訳 白水社 2002年、白水Uブックス 2008年
- The Knife Thrower  （1998）- 表題作でオー・ヘンリー賞受賞
  - 『ナイフ投げ師』柴田元幸訳 白水社 2008年、白水Uブックス 2012年
- Enchanted Night （1999）
  - 『魔法の夜』柴田元幸訳 白水社 2016年
- The King in the Tree (2003)
  - 『木に登る王：三つの中篇小説』柴田元幸訳 白水社 2017年
- Dangerous Laughter: Thirteen Stories (2008)  
  - 『十三の物語』柴田元幸訳 白水社 2018年
- We Others: New and Selected Stories (2011)
  - 『私たち異者は』柴田元幸訳 白水社 2019年 - 原書のうち新作短編（New Stories）7編を収録
- Voices in the Night (2015)
  - 『ホーム・ラン』柴田元幸訳 白水社 2020年
  - 『夜の声』柴田元幸訳 白水社 2021年 - 原書を2冊に分けて刊行